# 瓜类单囊壳
瓜类单囊壳（学名：Sphaerotheca cucurbitae）是属于白粉菌目白粉菌科单囊壳属的一种真菌，寄生在葫芦科植物上。该种分布于中国、日本、加拿大、印度、俄罗斯、法国、英国、罗马尼亚、美国、南非等地。